# 阿部刺尻魚
阿部刺尻魚，為輻鰭魚綱鱸形目鱸亞目蓋刺魚科的其中一個種。

## 分布
本魚分布於西太平洋區，包括印尼及帛琉等海域。

## 深度
水深110至120公尺。

## 特徵
本魚體橢圓形，吻鈍且呈白色，體色從上半部的深褐色逐漸變成下半部的金黃色，頭部有一白色月形環狀條紋，尾柄白色，尾鰭淺藍色，背鰭硬棘13枚；背鰭軟條17枚；臀鰭硬棘3枚；臀鰭軟條18枚；脊椎骨24個，體長可達9.1公分。

## 生態
本魚棲息在珊瑚礁的碎石區。

## 經濟利用
為色彩鮮豔的觀賞魚。